# هل‌هایم

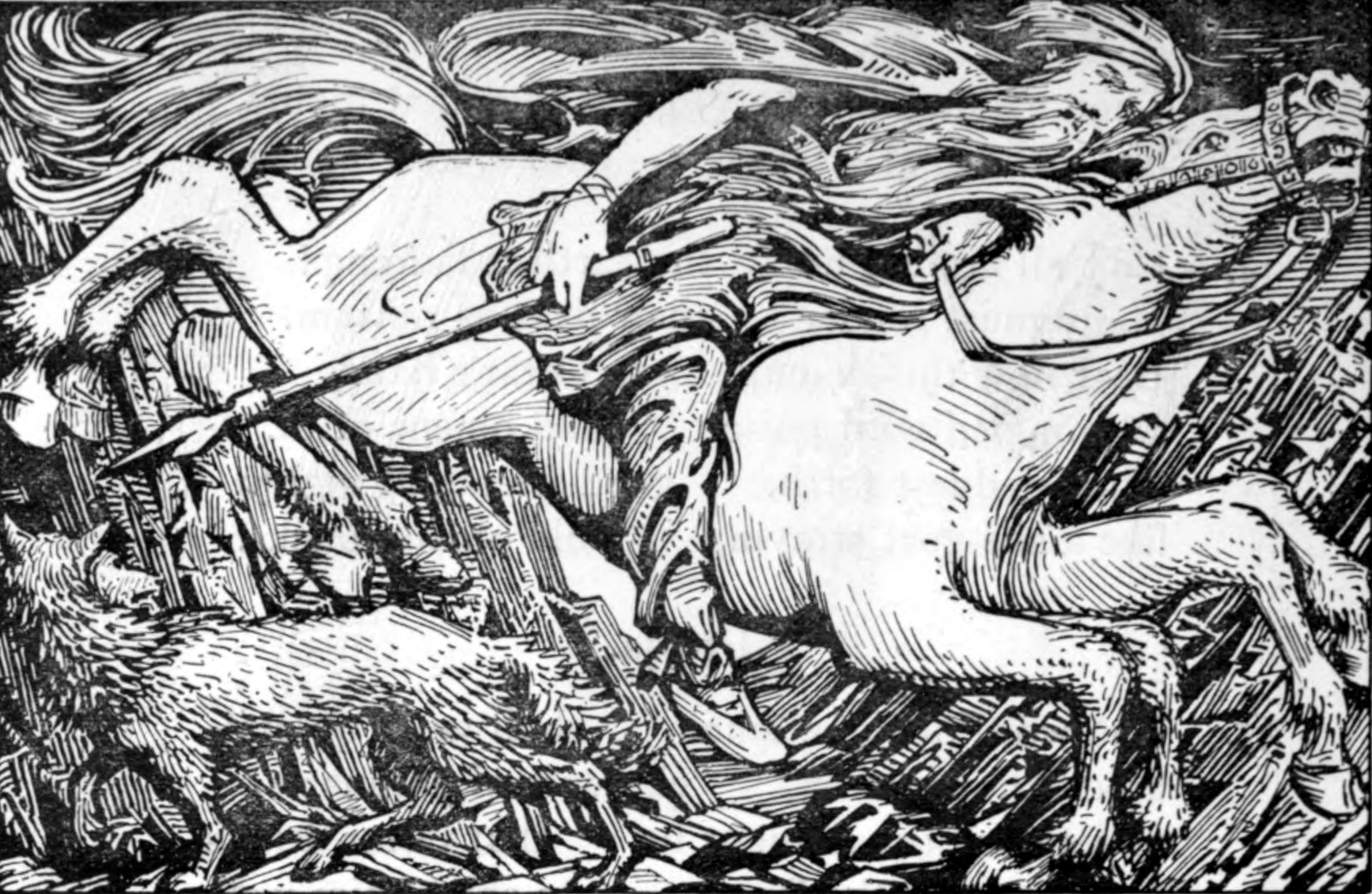
اودین در حال تاخت به سوی سرزمین هل‌هایم

هل‌هایم یا هل (به زبان نروژی باستان: Helheimr) در اساطیر اسکاندیناوی، یکی از نه بخش جهان در کیهان‌شناسی نورس که توسط ایزدبانوی هل، دختر ایزد شرارت لوکی و غولی مؤنث به نام آنگربودا فرمانروایی می‌شد. این مکان سرد و تاریک هشتمین واحد در طبقات نه‌گانه کیهان‌شناسی نورس‌ها و خانه‌ای برای مردگان بود که در مرز بین جهان نیفل‌هایم پایین‌ترین طبقه در عالم نورس‌ها و سوارت‌آلفهایم قرار داشت. به دلیل وجود رود گول که از چشمه‌های الیواگار سرازیر شده و هل‌هایم را دور می‌زد، هیچ کس قادر به ترک این مکان نبود. وقتی کسی پا به هل‌هایم می‌گذاشت، اگر خدا هم بود دیگر نمی‌توانست از آنجا خارج شود و تنها کسی که می‌توانست به هل هایم وارد و خارج شود هل بود. انسان‌های گناهکار و افرادی که بر اثر بیماری و کهولت سن جان خود را از دست داده‌اند به هل‌هایم فرستاده می‌شدند، در طرف دیگر کسانی که با شجاعت در میدان نبرد کشته شده بودند به والهالا اعزام می‌شدند. دروازهٔ ورود به این سرزمین توسط سگی نگهبان به نام گارم محافظت می‌شد و غول «Hraesvelg» به شکل عقابی بر لبهٔ این جهان نشسته و نظاره‌گر هل‌هایم بود.
در ادای شاعرانه، براین‌هلد پس از اینکه مرگش تعبیر شد به هل سفر کرد، همچنین اودین نیز سوار بر اسب خود اسلیپنیر از این مکان دیدن کرده‌است. در مجموعه ادای منثور، اثر شاعر ایسلندی اسنوری استورلوسون، بالدر نیز پس از مرگ روانه هل شد و سپس هرمود سوار بر اسلیپنیر برای بازیابی او به سمت دنیای مردگان به راه افتاد.